# Vovceanske, Iakîmivka
Vovceanske (în ucraineană Вовчанське) este un sat în comuna Davîdivka din raionul Iakîmivka, regiunea Zaporijjea, Ucraina.

## Demografie
Componența lingvistică a localității Vovceanske
     Ucraineană (86,95%)
     Rusă (9,99%)
     Alte limbi (0,57%)
Conform recensământului din 2001, majoritatea populației localității Vovceanske era vorbitoare de ucraineană (86,95%), existând în minoritate și vorbitori de rusă (9,99%) și armeană (2,04%).